# Phytomyza euphrasiae
Phytomyza euphrasiae är en tvåvingeart som beskrevs av Johann Heinrich Kaltenbach 1860. Phytomyza euphrasiae ingår i släktet Phytomyza och familjen minerarflugor.
Artens utbredningsområde är Tyskland. Inga underarter finns listade i Catalogue of Life.